# William Collum
William Collum, (Glasgow, 18 de janeiro de 1979) é um árbitro de futebol escocês que faz parte do quadro da Federação Internacional de Futebol (FIFA) desde 2008.

## Carreira
William Collum foi árbitro da Eurocopa de 2016.